# Abrepagoge
Abrepagoge is een monotypisch geslacht van vlinders uit de familie bladrollers (Tortricidae), onderfamilie Tortricinae. De wetenschappelijke naam van het geslacht is, als Tortrix treitschkeana, voor het eerst geldig gepubliceerd in 1992 door Józef Razowski.
De typesoort van het geslacht is Tortrix treitschkeana Treitschke, 1835

## Soorten
- Abrepagoge treitschkeana (Treitschke, 1835)